# База (геральдика)
Постамент (база, Boden) — елемент герба, на якому стоять щитотримачі, виняток становлять тільки  фігури, зображені в польоті, в повітрі, без постаментів. Зображується у вигляді паркету, карниза або панелі, або ж зображуються з рослинністю (на гербі Ісландії у вигляді застиглої лави).
Можливо, постамент — вплив епохи Відродження, коли художники-геральдисти висловлювали свої пристрасті цього періоду, зображуючи герби в ретельно виконаних рамках, зі щитом і щитотримачами, які розташовувалися на чудових п'єдесталах, прикрашених класичними мотивами , з масками, листяними символами і переплетеними орнаментами. Пізніші художні періоди застосовували свої принципи однаково як до щитотримачів, так і до постаменту.
В Шотландії королівські міста з самоврядуванням повинні були встановлювати своїх геральдичних щитотримачів на спеціальний постамент, який робився з башточок і споруджених з каменів зубців і бійниць, часто з девізом на пластині або на постаменті. Щось подібне скопійовано і використано в гербі Старого граду (район Белграда).